# Fermentazione spontanea
La fermentazione spontanea, diversamente dalla fermentazione tradizionale della birra, alcolica, non necessita dell'aggiunta di lieviti nel mosto ma esposta all'aria naturale in catini posti in sottotetti con finestre aperte (es. Cantillon), è contaminata da lieviti selvaggi che innescano così il processo di fermentazione.
Questo era il modo di produzione della birra prima dello sviluppo della cultura dei lieviti, codificato e migliorato nel corso del Medioevo. Oggi è utilizzato soltanto per le birre belge di tipo lambic, donando un gusto acido dolce, lattico e/o acetico. Questa tecnica è tipica della valle della Senne e del Pajottenland, a sud-ovest di Bruxelles in Belgio, dove troviamo allo stato naturale i lieviti di tipo dekkera bruxellensis (o lambicus). Le birre prodotte con questa tecnica sono denominate lambic.
Undici imprese  produttrici di lambic si sono unite sotto l'alto consiglio per i lambic artigianali.